# Trichodezia tenuifasciata
Trichodezia tenuifasciata là một loài bướm đêm trong họ Geometridae.